# Sande (Møre og Romsdal)
Sande ist eine Kommune im norwegischen Fylke Møre og Romsdal. Die Kommune hat 2435 Einwohner (Stand: 1. Januar 2025). Verwaltungssitz ist die Ortschaft Larsnes.

## Geografie

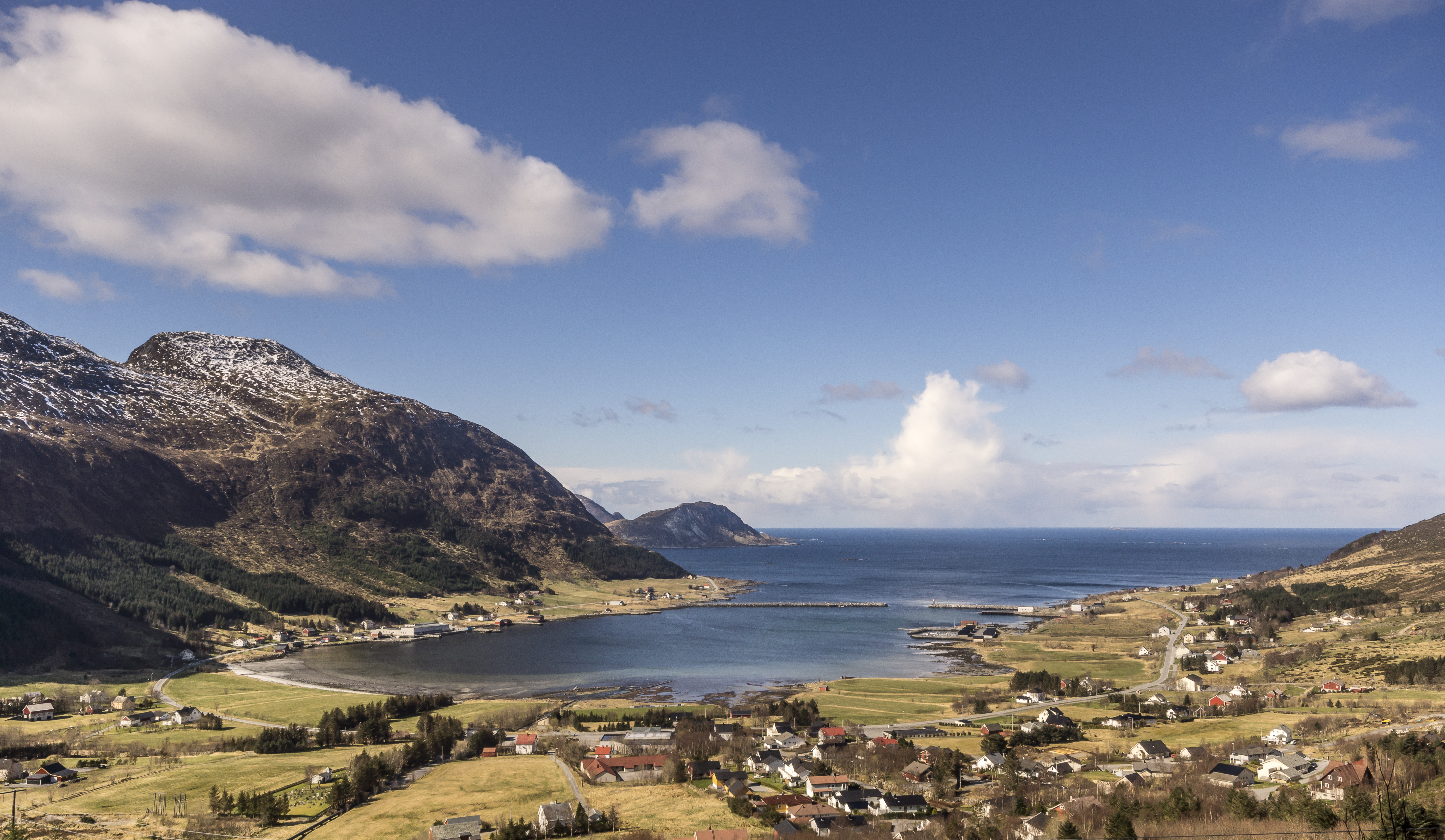
Bucht Gjerdsvika auf der Gurskøya

Die Kommune Sande liegt im Südwesten des Fylkes Møre og Romsdal und setzt sich aus mehreren Inseln der norwegischen Westküste zusammen. Zu Sande gehört der südwestliche Bereich der Insel Gurskøya, die Sandsøya, die Kvamsøya sowie weitere kleinere Inseln. Auf der Gurskøya grenzt die Kommune an Herøy. Südlich der Insel, im Fjord Rovdefjorden, verläuft die Grenze zu Vanylven, im Westen verläuft die Grenze zur Kommune Stad ebenfalls im Meer. In die Gurskøya schneidet sich von Nordwesten kommend der Fjord Gursken ein. Nördlich davon liegt der See Storevatnet. An der Südwestküste der Insel liegt die Ortschaft Larsnes. Die Erhebung Sollia auf der Grenze zu Herøy stellt mit einer Höhe von 660,33 moh. den höchsten Punkt der Kommune Sande dar.

## Einwohner
Der Großteil der Bevölkerung lebt an der Küste. Im Jahr 2015 lebten über 80 Prozent der Einwohner auf der Gurskøya. Die Einwohnerzahl hielt sich vom Ende des Zweiten Weltkriegs bis etwa 1990 weitgehend stabil, anschließend begann sie zurückzugehen, bevor sie sich wieder stabilisierte. In der Kommune liegen mehrere sogenannte Tettsteder, also mehrere Ansiedlungen, die für statistische Zwecke als eine städtische Siedlung gewertet werden. Diese sind Larsnes mit 644, Haugsbygda mit 304 und Gjerde mit 214 Einwohnern (Stand: 1. Januar 2024).
Die Einwohner der Gemeinde werden Sandesokning oder Sandeværing oder Sandssokning genannt. Offizielle Schriftsprache ist wie in vielen Kommunen in Møre og Romsdal Nynorsk, die weniger weit verbreitete der beiden norwegischen Sprachformen.
| Jahr          | 1986 | 1990 | 1995 | 2000 | 2005 | 2010 | 2015 | 2020 | 2025 |
| ------------- | ---- | ---- | ---- | ---- | ---- | ---- | ---- | ---- | ---- |
| Einwohnerzahl | 3415 | 3337 | 3199 | 3081 | 2576 | 2518 | 2635 | 2461 | 2435 |

## Geschichte

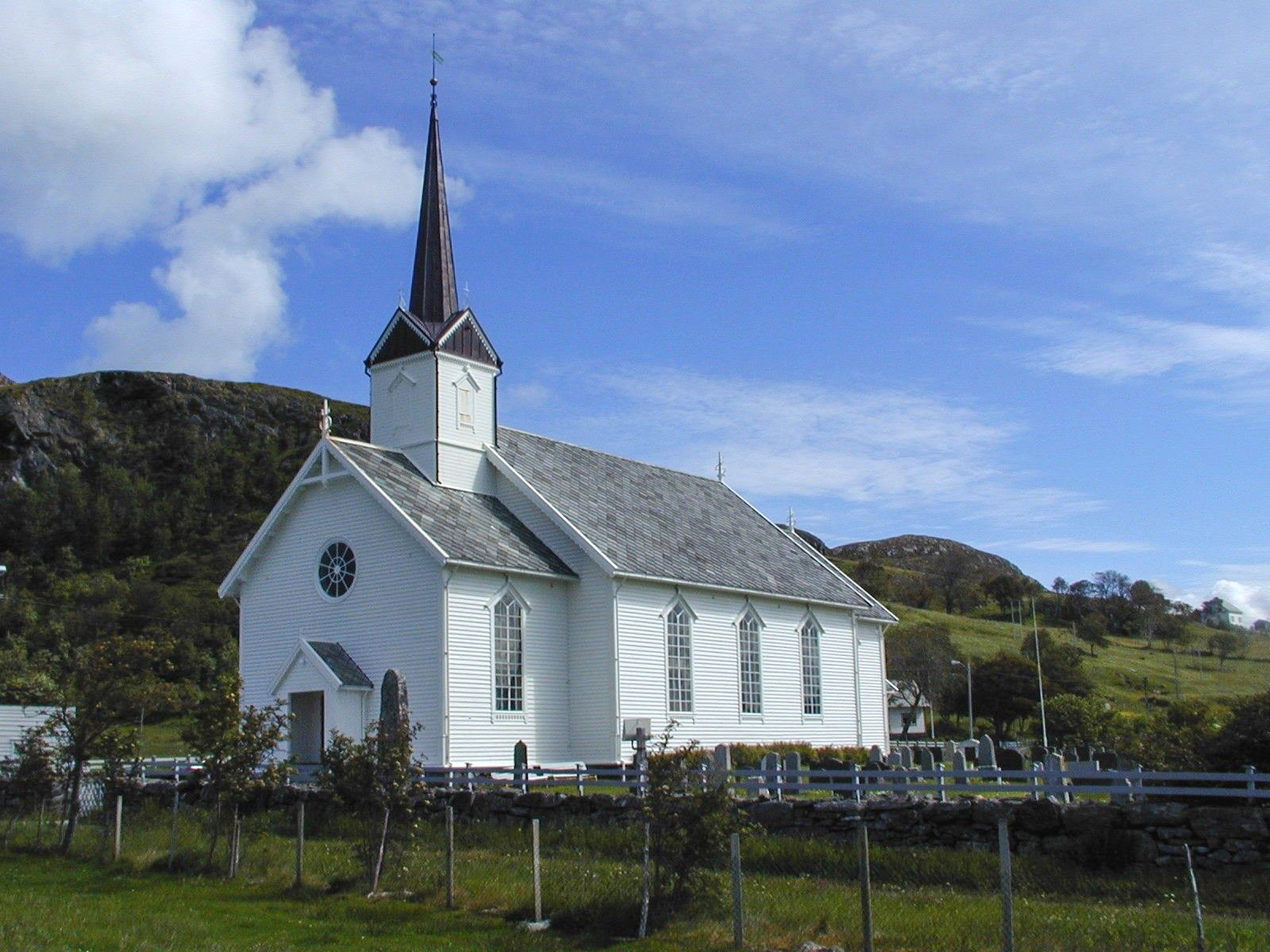
Sande kirke

Die Kommune Sande entstand zum 1. Januar 1867, als sie von Herøy abgespalten wurde. Herøy verblieb mit 1999 Einwohnern, Sande hatte bei der Gründung 2493 Einwohner. Ein von 362 Personen bewohntes Gebiet ging 1873 zurück an Herøy, 1889 folgte ein Gebiet mit 119 Einwohnern. Zum 1. Januar 1905 wurde von Sande die Kommune Rovde mit 610 Einwohnern abgespalten. Sande wurde mit 2221 Einwohnern weitergeführt. Zum Jahresbeginn 1964 wurde Sande mit dem Großteil von Rovde sowie einem von 25 Personen bewohnten Gebiet der Kommune Herøy zusammengelegt. Rovde brachte 562 Personen ein, Sande 2878 Einwohner. Zum 1. Januar 1966 wurde ein von 131 Personen bewohntes Gebiet an Svelvik überführt. Im Jahr 2002 ging Sandes Festlandsgebiet an die Kommune Vanylven über.
In der Kommune gibt es mehrere Siedlungen aus der Steinzeit. Die Sande kyrkje ist eine Holzkirche aus dem Jahr 1880. Sie befindet sich auf der Sandsøya. Auch die Gursken kyrkje wurde in Holz erbaut. Sie wurde 1919 fertiggestellt und liegt am Fjord Gursken.

## Wirtschaft und Infrastruktur

### Verkehr

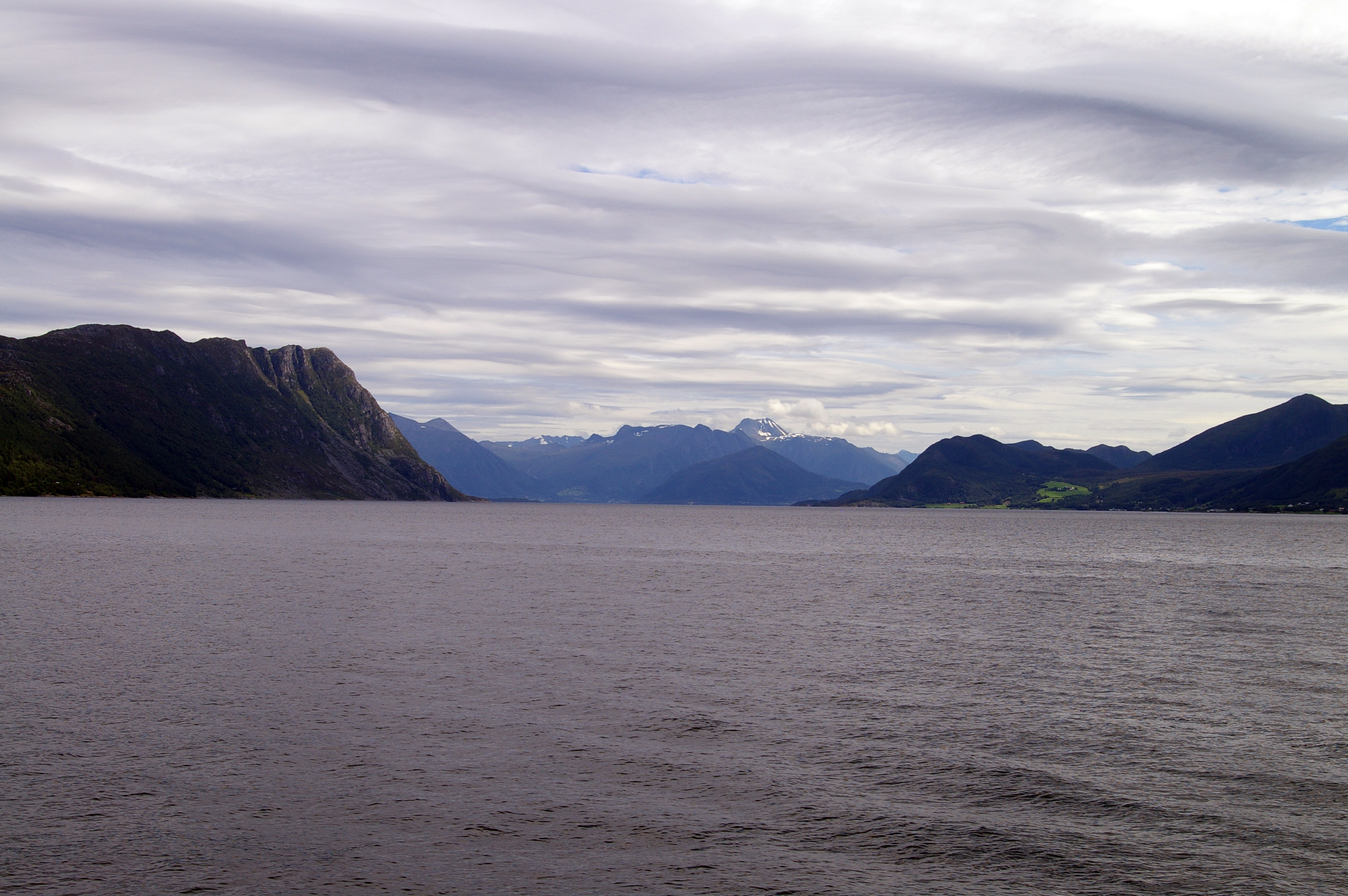
Blick auf den Fjord Rovdefjorden

Über die Gurskøya verläuft der Fylkesvei 61 von der Südküste in den nördlichen, zu Herøy gehörenden Teil der Kommune. Von der Südküste sowie aus Richtung der weiteren bewohnten Inseln verkehren Fähren auf das Festland.

### Wirtschaft
Die landwirtschaftlichen Betriebe sind weitgehend kleine Höfe und die Landwirte der Kommune betreiben sie meist im Nebenerwerb und in Kombination mit einer anderen Tätigkeit. Für die Landwirtschaft typisch sind die Haltung von Rindern und Schafen. In der Fischerei wird ein Großteil des Fans außerhalb der Kommune gemacht. Die Industrie mit der Meeresnähe verbunden und es werden unter anderem Schiffe und Ölplattformen gebaut. Im Bereich der Lebensmittelproduktion ist unter anderem die Fischverarbeitung vertreten. Im Jahr 2020 arbeiteten von etwa 1160 Arbeitstätigen 770 in Sande selbst, jeweils über 100 waren in Herøy und in Ulstein tätig.

## Name und Wappen
Das seit 1987 offizielle Wappen der Kommune zeigt eine silberne in der Langleinenfischerei eingesetzte Boje auf blauem Hintergrund. Diese soll die Bedeutung der Fischerei abbilden. Der Gemeindename leitet sich von der Insel Sandøya ab.

## Persönlichkeiten
- Bjartmar Gjerde (1931–2009), Politiker und Rundfunkintendant